# Rue Mignet
La rue Mignet est une voie du 16e arrondissement de Paris, en France.

## Situation et accès
La rue Mignet est une voie publique située dans le 16e arrondissement de Paris. Elle débute au 9, rue George-Sand et se termine au 12, rue Leconte-de-Lisle.

## Origine du nom

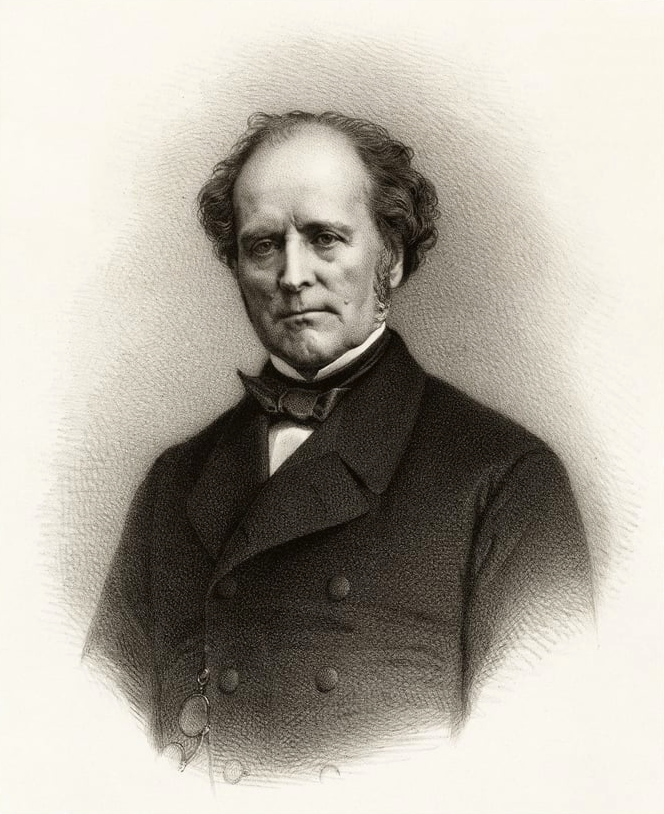
François-Auguste Mignet.

Elle porte le nom de l'historien français François-Auguste Mignet (1796-1884).

## Historique
Cette voie est ouverte en 1895, sur les terrains du marquis de Casa Riera, et prend sa dénomination actuelle par arrêtés des 10 mars et 28 juillet 1896.

## Bâtiments remarquables et lieux de mémoire
- No 2 : la famille de l'écrivain Michel Leiris (1901-1990) s'y installe à partir de 1918.